# Thierry Rapicault
Thierry Rapicault (20 de febrero de 1957) es un expiloto de motociclismo francés que compitió en el Campeonato del Mundo de Motociclismo entre 1982 y 1988.

## Carrera como piloto
Ganador de la Copa Yamaha en la Copa de Marcas de 1981, Thierry Rapicault tuvo su primera experiencia en el Mundial en el Gran Premio de Francia de 1982 de 250cc a bordo de una Yamaha donde acaba abandonando. En el Campeonato de Europa, en cambio, consiguió un tremendo éxito al acabar subcampeón de la cilindrada de 250 c.c. por detrás de Reinhold Roth, con tres podio en Francia, Inglaterra y Holanda.
En 1983, realizará su mejor temporada  en el Mundial con una Yamaha TZ en la que consigue un podio en el Gran Premio de Francia de 250cc y acabando en decimocuarto lugar de la general. En los siguientes años, siguió compitiendo primero en 250 cc y posteriormente en 500cc sin mucho éxito. En 1988, realizaría su última temporada antes de retirarse.
En 2003, de Radiguès inauguró la escuela de pilotaje de motociclismo en Francia.

## Resultados en el Campeonato del Mundo

### Campeonato del Mundo de Motociclismo

#### Carreras por año
Sistema de puntuación desde 1969 hasta 1987:
| Posición | 1.º | 2.º | 3.º | 4.º | 5.º | 6.º | 7.º | 8.º | 9.º | 10.º |
| Puntos   | 15  | 12  | 10  | 8   | 6   | 5   | 4   | 3   | 2   | 1    |

Sistema de puntuación desde 1988 hasta 1991:
| Posición | 1.º | 2.º | 3.º | 4.º | 5.º | 6.º | 7.º | 8.º | 9.º | 10.º | 11.º | 12.º | 13.º | 14.º | 15.º |
| Puntos   | 20  | 17  | 15  | 13  | 11  | 10  | 9   | 8   | 7   | 6    | 5    | 4    | 3    | 2    | 1    |

(Carreras en negrita indica pole position, carreras en cursiva indica vuelta rápida)
| Año  | Cat.  | Equipo     | Moto    | 1       | 2       | 3       | 4       | 5       | 6       | 7       | 8       | 9       | 10      | 11      | 12      | 13      | 14      | 15  | Pts. | Pos. |
| ---- | ----- | ---------- | ------- | ------- | ------- | ------- | ------- | ------- | ------- | ------- | ------- | ------- | ------- | ------- | ------- | ------- | ------- | --- | ---- | ---- |
| 1982 | 250cc | Yamaha     |         |         | FRA Ret | ESP -   | NAT -   | NED -   | BEL -   | YUG -   | GBR -   | SWE -   | FIN -   | CZE -   | RSM -   | GER -   |         | 0   | -    |      |
| 1983 | 250cc | Yamaha     | RSA 9   | FRA 3   | NAT 7   | GER 22  | ESP Ret | AUT Ret | YUG 13  | NED Ret | BEL 13  | GBR 8   | SWE -   |         |         |         |         | 19  | 14.º |      |
| 1984 | 250cc | Yamaha     | RSA Ret | NAT Ret | ESP -   | AUT Ret | GER -   | FRA 12  | YUG -   | NED Ret | BEL 10  | GBR 16  | SWE Ret | RSM 17  |         |         |         | 1   | 29.º |      |
| 1985 | 250cc | Yamaha     | RSA -   | ESP Ret | GER 10  | NAT 14  | AUT 12  | YUG Ret | NED Ret | BEL DNQ | FRA 12  | GBR 22  | SWE Ret | RSM -   |         |         |         | 1   | 32.º |      |
| 1987 | 500cc | Fior Honda | JPN -   | ESP 13  | GER Ret | NAT Ret | AUT -   | YUG -   | NED -   | FRA -   | GBR -   | SWE -   | CZE -   | RSM DNQ | POR -   | BRA -   | ARG -   | 0   | -    |      |
| 1988 | 250cc | Fior Honda | JPN -   | USA -   | ESP 17  | EXP 16  | NAT DNQ | GER Ret | AUT DNS | NED -   | BEL DNQ | YUG DNQ | FRA DNQ | GBR DNQ | SWE Ret | CZE DNQ | BRA Ret | 120 | 7.º  |      |
| 1988 | 500cc | Fior Honda | JPN -   | USA -   | ESP -   | EXP -   | NAT -   | GER -   | AUT -   | NED -   | BEL -   | YUG -   | FRA Ret | GBR -   | SWE -   | CZE -   | BRA -   | 0   | -    |      |